# Friedrich Ibel
Friedrich Ibel (* 1. November 1920) ist ein ehemaliger deutscher Fußballspieler. Der Offensivspieler, zumeist im damaligen WM-System als Halb- oder Außenstürmer eingesetzt, absolvierte von 1947 bis 1952 für Borussia Dortmund in der damals erstklassigen Oberliga West insgesamt 54 Ligaspiele und erzielte sechs Tore. Er gewann mit Dortmund dreimal in Serie in den Jahren 1948 bis 1950 die Meisterschaft in der Oberliga West.

## Karriere
In der Saison 1946/47 gehörte der technisch versierte Kombinationsfußballer bei den Schwarz-Gelben dem Meisterteam in der Landesliga Westfalen, Gruppe 2 an, dass vor der SpVgg Erkenschwick die Staffelmeisterschaft errang. Am 18. Mai 1947 stürmte er in der Elf von Trainer Ferdinand Fabra auf Halblinks, die im Stadion am Schloss Strünkede in Herne, vor 30.000 Zuschauern, mit einem 3:2-Sieg gegen den FC Schalke 04 die Westfalenmeisterschaft errang und damit die vormalige Dominanz der „Königsblauen“ durchbrach. Mit der Angriffsreihe um Herbert Sandmann, Alfred Preißler, August Lenz, Friedrich Ibel und Franz Podgorski wurde das Offensivspiel des BVB gestaltet. Nach Erfolgen gegen Werder Bremen (4:2) und einem 5:4-Sieg im Halbfinale nach Verlängerung gegen VfR Köln 04 rrh. zogen Ibel und Kollegen in das Endspiel um die Britische Zonenmeisterschaft ein. Das Finale um die  Zonenmeisterschaft wurde am 13. Juli 1947 in Düsseldorf vor 60.000 Zuschauern mit 0:1 Toren gegen den Hamburger SV verloren.
Beim Debütspieltag der neu eingeführten erstklassigen Oberliga West, am 14. September 1947, beim 3:0-Sieg im Heimspiel gegen den späteren Vizemeister Sportfreunde Katernberg, erzielte Ibel die 1:0-Führung und ging damit als erster Torschütze von Borussia Dortmund in der Oberliga West in die Vereinschronik ein. Er absolvierte beim Titelgewinn 1947/48 zehn Ligaspiele. Bei der erfolgreichen Titelverteidigung 1948/49 kam Ibel in 13 Ligaspielen zum Einsatz und erzielte zwei Tore. Der BVB gewann mit dem neuen Trainer Eduard „Edy“ Havlicek mit acht Punkten Vorsprung vor Vize Rot-Weiss Essen die zweite Meisterschaft im Westen.
Beim sportlichen Höhepunkt, den Spielen um die Deutsche Meisterschaft im Juni/Juli 1949, war er in den zwei Spielen gegen den 1. FC Kaiserslautern mit den Brüdern Fritz und Ottmar Walter (0:0 n. V.; 4:1) und am 10. Juli in Stuttgart im Finale vor 92.000 Zuschauern gegen den VfR Mannheim auf Linksaußen, im Einsatz. Die „Hitzeschlacht“ wurde in der Verlängerung mit 2:3 Toren verloren.
Beim dritten Titelgewinn in der Oberliga West in Serie, 1949/50, kam Ibel neben den weiteren Angreifern Erdmann, Preißler, Kasperski und Schulz auf 14 Einsätze (1 Tor). In seinem vierten Oberligajahr, 1950/51, verbesserte er seine Quote auf 16 Punktspiele und zwei Toren, der BVB verpasste jedoch als Tabellendritter erstmals den Titelgewinn. Das letzte Spiel in der Oberliga bestritt Ibel am 26. August 1951 bei der 2:3-Auswärtsniederlage gegen den 1. FC Köln.
Im Sommer 1952 beendete er seine Oberligakarriere und schloss sich dem Amateurverein SV Schüren an.